# Camponotus discors
Camponotus discors é uma espécie de inseto do gênero Camponotus, pertencente à família Formicidae.